# تازه‌کند قره‌ناز
تازه‌کند بالکان یکی از روستاهای استان آذربایجان شرقی است که در دهستان قره‌ناز بخش مرکزی شهرستان مراغه واقع شده‌است.
روستای تازه کند بالکان دارای کوه‌های بسیار زیبا و سر به فلک کشیده هست و همچنین یک قلعه تاریخی بنام قزلارقلعه سی دارد که دارای راه‌های تونلی و مخفی می‌باشد.